# Мологская ярмарка
Моло́гская (Холо́пья) ярмарка — крупнейшая ярмарка верхнего Поволжья конца XIV — начала XVI веков.
Первоначально ярмарка располагалась в Холопьем городке, расположенном в 50 км от устья реки Мологи. Карамзин и Костомаров называли её первой в России. Ещё в начале XIV в. сюда съезжались для продажи и покупки купцы разных стран — немцы, поляки, литовцы, греки, армяне, персы, итальянцы и допускавшиеся тогда для внутренней русской торговли только в один Холопий городок татары и турки.
Великий князь Иван III перенёс ярмарку к устью реки Мологи, где располагался город Молога. Однако, в Холопьем городке крупная ярмарка некоторое время продолжала существовать. Иван III завещал своему сыну, которому досталась помимо прочего Молога довольствоваться прежде установившимися с торговцев сборами, не увеличивая их и не устанавливая новых. Не ограничиваясь этим, он обязал и остальных своих сыновей ярмарки с Мологи на свои земли не сманивать и своим подданным съезжаться на торг к Мологе не препятствовать.
Сохранившиеся от конца XVII века предания о ярмарке, когда она, уступив место другим пунктам, давно уже не существовала, дают ей весьма важное значение (да и само их существование указывает на это). По этим известиям торг, преимущественно меновой, производился ежегодно в течение четырёх летних месяцев. Приезжие купцы променивали шитые одежды, ткани, ножи, топоры и посуду на сырьё края, особенно на меха. Многочисленные суда продавцов и покупщиков загораживали широкое устье Мологи до того, что люди без перевозов переходили по судам с одного берега на другой. Продавцы раскладывали на обширном лугу, где собственно и происходила купля-продажа, свои товары, удивлявшие «красотою узорочья» незнакомую с фабричною и искусственною производительностью Россию. 70 кабаков с напитками разливали в толпе весёлость, а оборот ярмарки был так велик, что сборщики пошлин собирали в казну великого князя по 180 пудов серебра Находившаяся при Мологе ярмарка слыла в России самою важною до XVI столетия и особенно славилась торговлей с Азией и Турцией В первой половине XVI века, по сказаниям иностранцев, была здесь и крепость; но место её позднее определить было трудно, потому что и Волга, и особенно Молога постоянно отмывали берег города.
Со временем на Волге стали появляться мели, препятствующие проходу больших судов, и потому купцы мало-помалу начали отставать от Мологи; к тому же в XVI веке открылась новая ярмарка при Макарьеве-Желтоводском монастыре, и около этого же времени возникла сборная ярмарка в Ростове, которая и нанесла сильный удар ярмарке на р. Мологе. Сверх того азиатская торговля с Россией, по покорении в 1552—1555 годах Казани и Астрахани, сосредоточилась главным образом в этих городах. Окончательно же добило мологскую ярмарку основание Архангельска и открытие его порта для западноевропейской торговли. Движение товаров стало тогда направляться по Шексне, и с тех пор начала развиваться пристань при Рыбной слободе (нынешний гор. Рыбинск), ставшая позднее громаднейшим европейским хлебным рынком.